# 图拉维尔
图拉维尔（法語：Tourlaville，法語發音：[tuʁlavil]）是法国芒什省的一个旧市镇，位于该省北部，属于瑟堡区。2016年，图拉维尔和相邻的4个市镇合并为新市镇科唐坦地区瑟堡。

## 地理
图拉维尔（49°38'27"N, 1°34'44"W）面积17.19 平方千米，位于法国诺曼底大区芒什省，该省份为法国西北部沿海省份，西、北、东北三面环大西洋，东起顺时针与卡爾瓦多斯省、奧恩省、马耶讷省和伊勒-维莱讷省接壤。
与图拉维尔接壤的市镇（或旧市镇、城区）包括：迪戈维尔、科唐坦地区瑟堡、拉格拉斯里。

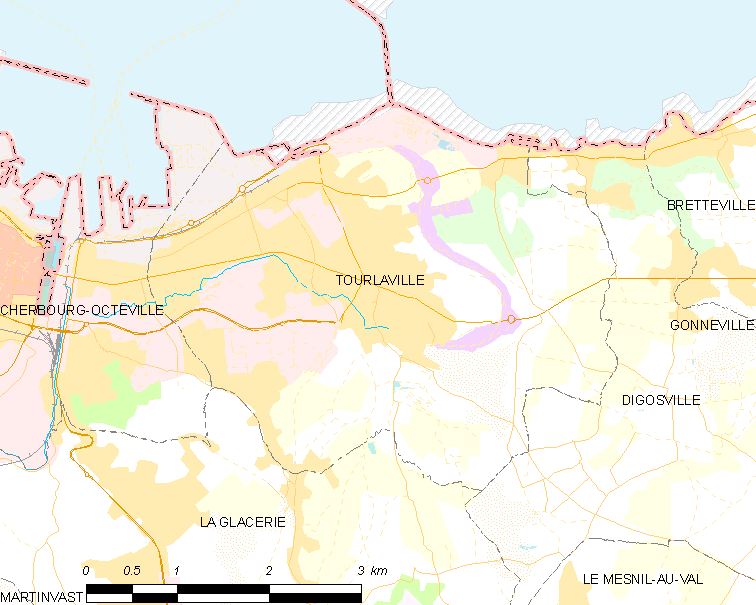
图拉维尔的OSM定位图

图拉维尔的时区为UTC+01:00、UTC+02:00（夏令时）。

## 行政
图拉维尔的邮政编码为50110，INSEE市镇编码为50602。

## 政治
图拉维尔所属的省级选区为科唐坦地区瑟堡第五县。

## 人口

1962-2008年间图拉维尔人口变化图示

图拉维尔于2018年1月1日时的人口数量为16040人。